# Gare de Lobbes
La gare de Lobbes est une gare ferroviaire belge de la ligne 130A, de Charleroi à Erquelinnes (frontière), située à proximité du centre-ville de la commune de Lobbes dans la province de Hainaut en Région wallonne.
Elle est mise en service en 1852 par la Compagnie du chemin de fer de Charleroi à la frontière de France avant d'être reprise par la Compagnie du Nord - Belge en 1854. C'est une gare de la Société nationale des chemins de fer belges (SNCB) desservie par des trains du réseau suburbain de Charleroi (trains S).

## Situation ferroviaire
Établie à 123 mètres d'altitude, la gare de Lobbes est située au point kilométrique (PK) 16,90 de la ligne 130A, de Charleroi à Erquelinnes (frontière), entre les gares de Thuin et de Fontaine-Valmont. C'est un ancien nœud ferroviaire situé au PK 31,4 de la ligne 109, de Mons à Chimay (fermée) dont seul le tronçon entre les anciennes gares de Thuin-Ouest (musée) et Biesme-sous-Thuin est utilisé par l'association ASVi (Tramway Lobbes Thuin) pour faire circuler du matériel historique de l'ancienne Société nationale des chemins de fer vicinaux.

## Histoire
La station de Lobbes est mise en service, le 6 novembre 1852, par la Compagnie du chemin de fer de Charleroi à la frontière de France, lorsqu'elle ouvre à l'exploitation sa ligne de Charleroi-Sud à Erquelinnes. Elle devient une gare de la Compagnie du Nord - Belge lorsqu'elle reprend l'exploitation de la ligne le 1er janvier 1854.
En 1880-1882, elle devient une gare de bifurcation avec la ligne 109, de Mons à Chimay mise en service par les Chemins de fer de l'État belge.
La gare possédait plusieurs voies de garage démontées au profit de celle de Lobbes-Garages, au nord de la ville. L'une des voies et le quai attenant au bâtiment des voyageurs sont inutilisées depuis 2020.

## Service des voyageurs

### Accueil
Gare SNCB, elle dispose d'un bâtiment voyageurs, sans guichet, ouvert tous les jours.
Il n'y a passage sous voies, la traversée des voies se fait par une traversée à niveau, supervisée par le personnel.

### Desserte
Lobbes est desservie par des trains Suburbains (S) de la SNCB, qui effectuent des missions sur la ligne 130A Charleroi - Erquelinnes en tant que ligne S63 du RER de Charleroi (voir brochure SNCB de la ligne 130A).
En semaine, la desserte cadencée à l'heure est constituée de trains S63 entre Maubeuge ou Erquelinnes et Charleroi-Central renforcés par trois trains P ou S63 supplémentaires d’Erquelinnes à Charleroi-Central (deux le matin, un l’après-midi) et trois trains S63 supplémentaires de Charleroi-Central à Erquelinnes (un le matin, deux l’après-midi).
Les week-ends et jours fériés, la desserte est réduite à des trains S63 entre Maubeuge et Charleroi-Central circulant toutes les deux heures.

### Intermodalité
Un parc pour les vélos et un parking pour les véhicules y sont aménagés. La gare est desservie par les bus des lignes 21, 91, 119 et 109a.

## Comptage voyageurs
Le graphique et le tableau montrent le nombre de passagers qui en moyenne embarquent durant la semaine, le samedi et le dimanche.
| Nombre de voyageurs qui embarquent à la gare de Lobbes | Nombre de voyageurs qui embarquent à la gare de Lobbes | Nombre de voyageurs qui embarquent à la gare de Lobbes | Nombre de voyageurs qui embarquent à la gare de Lobbes |
|                                                        | Semaine                                                | Samedi                                                 | Dimanche                                               |
| ------------------------------------------------------ | ------------------------------------------------------ | ------------------------------------------------------ | ------------------------------------------------------ |
| 1977                                                   | 339                                                    | 85                                                     | 59                                                     |
| 1978                                                   | 376                                                    | 107                                                    | 73                                                     |
| 1979                                                   | 362                                                    | 111                                                    | 65                                                     |
| 1980                                                   | 355                                                    | 108                                                    | 46                                                     |
| 1981                                                   | 382                                                    | 99                                                     | 47                                                     |
| 1982                                                   | 357                                                    | 100                                                    | 56                                                     |
| 1983                                                   | 333                                                    | 88                                                     | 55                                                     |
| 1984                                                   | 376                                                    | 90                                                     | 69                                                     |
| 1985                                                   | 374                                                    | 63                                                     | 73                                                     |
| 1986                                                   | 290                                                    | 67                                                     | 63                                                     |
| 1987                                                   | 312                                                    | 74                                                     | 68                                                     |
| 1988                                                   | 318                                                    | 77                                                     | 51                                                     |
| 1989                                                   | 337                                                    | 61                                                     | 43                                                     |
| 1990                                                   | 267                                                    | 62                                                     | 45                                                     |
| 1991                                                   | 294                                                    | 65                                                     | 60                                                     |
| 1992                                                   | 270                                                    | 88                                                     | 55                                                     |
| 1993                                                   | 257                                                    | 55                                                     | 50                                                     |
| 1994                                                   | 230                                                    | 48                                                     | 29                                                     |
| 1995                                                   | 198                                                    | 48                                                     | 33                                                     |
| 1996                                                   | 223                                                    | 48                                                     | 37                                                     |
| 1997                                                   | 236                                                    | 51                                                     | 42                                                     |
| 1998                                                   | 237                                                    | 45                                                     | 40                                                     |
| 1999                                                   | 247                                                    | 37                                                     | 36                                                     |
| 2000                                                   | 250                                                    | 61                                                     | 47                                                     |
| 2001                                                   | 250                                                    | 32                                                     | 30                                                     |
| 2002                                                   | 242                                                    | 46                                                     | 46                                                     |
| 2003                                                   | 236                                                    | 42                                                     | 92                                                     |
| 2004                                                   | 218                                                    | 34                                                     | 87                                                     |
| 2005                                                   | 235                                                    | 50                                                     | 31                                                     |
| 2006                                                   | 226                                                    | 46                                                     | 92                                                     |
| 2007                                                   | 228                                                    | 50                                                     | 55                                                     |
| 2008                                                   | -                                                      | -                                                      | -                                                      |
| 2009                                                   | 266                                                    | 34                                                     | 69                                                     |
| 2010                                                   | -                                                      | -                                                      | -                                                      |
| 2011                                                   | -                                                      | -                                                      | -                                                      |
| 2012                                                   | 199                                                    | 36                                                     | 80                                                     |
| 2013                                                   | 206                                                    | 41                                                     | 70                                                     |
| 2014                                                   | 194                                                    | 39                                                     | 74                                                     |
| 2015                                                   | 206                                                    | 29                                                     | 44                                                     |
| 2016                                                   | 171                                                    | 29                                                     | 42                                                     |
| 2017                                                   | 169                                                    | 52                                                     | 48                                                     |
| 2018                                                   | 136                                                    | 45                                                     | 53                                                     |
| 2019                                                   | 126                                                    | 38                                                     | 41                                                     |
| 2020                                                   | 121                                                    | 42                                                     | 25                                                     |
| 2021                                                   | -                                                      | -                                                      | -                                                      |
| 2022                                                   | 112                                                    | 55                                                     | 45                                                     |
| 2023                                                   | 152                                                    | 44                                                     | 23                                                     |
| 2024                                                   | 121                                                    | 24                                                     | 25                                                     |

## Patrimoine ferroviaire
Le bâtiment voyageurs, construit par la Compagnie du Nord - Belge est présent sur le site en bon état. Ce bâtiment "standard", doté d'ailes de quatre travées, est identique à ceux bâtis en France par les Chemins de fer du Nord. Il possède encore sa marquise de quai.